# Martí Maiol
Martí Maiol (Mallorca, segle xiv) va ser un pintor mallorquí, un dels primers documentats a l'illa després de la conquesta.
La seua obra s'emmarca dins de la primera fase de l'anomenada gòtica mallorquina, d'influència italiana. Va decorar la catedral de Palma (1328-1329). També va treballar en escuts d'armadures o de les veles de les gal·leres. Els seus fills també van ser pintors: Bernat, Martí el Jove i Pere, mentre que la seua filla va contraure matrimoni amb un altre pintor, en Daurer.